# Code fille
Code fille est le dixième épisode de la vingt-septième saison de la série télévisée Les Simpson et le 584e épisode de la série. Il est sorti en première sur le réseau Fox le 3 janvier 2016.

## Synopsis
Lisa crée une intelligente artificielle en inventant sa propre application.